# الکساندر تاراسوف
الکساندر تاراسوف (انگلیسی: Aleksandr Tarasov; ۱۲ مارس ۱۹۲۷ – ۱۶ ژوئن ۱۹۸۴) ورزشکار پنج‌گانه مدرن اهل اتحاد جماهیر شوروی سوسیالیستی بود.
وی در مسابقات کشوری و بین‌المللی در مجموع برندهٔ ۱ مدال طلا شده‌است.